# Yaya Han
Yaya Han (10 aprile 1982) è una modella cinese con cittadinanza statunitense, considerata come una delle cosplayer professioniste più celebri al mondo, che vive e lavora negli Stati Uniti.
È stata in svariate occasioni parte della giuria in varie gare di cosplay, fra cui il Cartoomics nel 2007, ed è apparsa nelle trasmissioni televisive Heroes of Cosplay trasmessa da Syfy e King of the Nerds trasmessa da TBS.